# Pån
Pån är en sjö i Bergs kommun och Bräcke kommun i Jämtland och ingår i Ljungans huvudavrinningsområde. Sjön är 16 meter djup, har en yta på 6,48 kvadratkilometer och befinner sig 322,1 meter över havet.

## Delavrinningsområde
Pån ingår i det delavrinningsområde (696974-144831) som SMHI kallar för Utloppet av Pån. Medelhöjden är 350 meter över havet och ytan är 28,4 kvadratkilometer. Räknas de 19 avrinningsområdena uppströms in blir den ackumulerade arean 178,9 kvadratkilometer. Bodsjöbyån som avvattnar avrinningsområdet har biflödesordning 3, vilket innebär att vattnet flödar genom totalt 3 vattendrag innan det når havet efter 234 kilometer. Avrinningsområdet består mestadels av skog (57 procent) och sankmarker (10 procent). Avrinningsområdet har 6,6 kvadratkilometer vattenytor vilket ger det en sjöprocent på 23,2 procent.